# 31844 Mattwill
31844 Mattwill è un asteroide della fascia principale. Scoperto nel 2000, presenta un'orbita caratterizzata da un semiasse maggiore pari a 2,2476499 UA e da un'eccentricità di 0,1806932, inclinata di 5,08947° rispetto all'eclittica.